# SofM
Le Quang Duy (Vietnamita: Lê Quang Duy, nacido el 5 de febrero de 1998), más conocido por su nombre en el juego SofM o Style of Me, es un jugador Vietnamita profesional de deportes electrónicos de League of Legends. Comenzó a jugar profesionalmente en 2012 cuando el videojuego se distribuyó a Vietnam. Se mudó a la LPL en 2016 cuando jugó para Snake Esports, y luego LNG Esports. En 2020 llegó a la final del Campeonato Mundial de League of Legends con Suning, pero fue derrotado por el conjunto coreano Damwon Gaming. En noviembre de 2021 Suning se renombra a Weiboo Gaming. SofM permanece en el club.
En Vietnam, SofM es notado, observado y muy apreciado desde la habilidad hasta la táctica, el estilo de juego, siendo uno de los mejores jugadores de deportes electrónicos vietnamitas.